# Derek Thompson
Derek Kahn Thompson (nacido el 18 de mayo de 1986) es un autor y periodista estadounidense.  Un hombre de la izquierda quien se describe a sí mismo como progresista, es redactor de The Atlantic y autor de Hit Makers: How to Succeed in an Age of Distraction y coautor de Abundance.

## Niñez y juventud
Derek Thompson nació en McLean, Virginia, hijo de Robert Thompson y Petra Kahn.   Antes de graduarse de la escuela secundaria, apareció en varias producciones teatrales en el Teatro Folger Shakespeare  y el Teatro Shakespeare.  Después de asistir a la Escuela Potomac, Thompson se graduó de la Universidad Northwestern en 2008.  

## Carrera
Thompson ha sido escritor en The Atlantic desde 2009.  A partir de noviembre de 2021, Thompson comenzó a presentar un podcast semanal titulado Plain English.  En 2018, se convirtió en el presentador del podcast de tecnología y ciencia Crazy/Genius. 
Thompson ha escrito dos artículos de portada para la revista. El primero, "Un mundo sin trabajo", es un ensayo ampliamente referenciado   sobre el significado del trabajo y la amenaza de la automatización a la fuerza laboral. El segundo fue un extenso perfil de X, la división de investigación y desarrollo de Alphabet. 
En 2017, Thompson publicó su primer libro, Hit Makers: How to Succeed in an Age of Distraction.  Fue un éxito de ventas nacional  y ganador del premio Leonard L. Berry Marketing Book Award de la American Marketing Association al mejor libro de mercadeo de 2018.Es inventor del término inglés workism, que podría traducirse como "trabajitis."  Thompson fue coautor de su próximo libro, Abundancia, con Ezra Klein. El libro analiza los factores que impiden el progreso de la infraestructura y de la lucha contra el calentamiento ambiental en los Estados Unidos.

## Vida personal
Thompson se describe a sí mismo como un judío reformista secular.  Él y su esposa residen en Carolina del Norte con su hija.